# Willi Müller-Hufschmid
Willi Müller-Hufschmid, eigentlich Georg Friedrich Wilhelm Müller, falsch auch Müller-Hufschmied (* 8. November 1890 in Karlsruhe; † 4. April 1966 ebenda), war ein deutscher Maler und Zeichner.

## Leben und Wirken
Geboren als Sohn eines Metzgers und späteren Betreibers des Karlsruher Kaiserhofs, studierte er ab 1908 an der Kunstakademie Karlsruhe. Er pflegte in dieser Zeit den Kontakt mit Rudolf Schlichter, Georg Scholz und anderen Karlsruher Malern aus der späteren Gruppe Rih. Bis 1910 besuchte er die Zeichenklasse von Walter Georgi und von 1911 an für zwei Jahre die Porträtklasse von Caspar Ritter. Schlichter beschreibt die Menschendarstellungen seines Kommilitonen Müller aus jener Zeit als in hohem Maße eindringlich und kühn, weil diese regelmäßig das Entsetzen honetter Leute erregten. Heute existieren außer einem Porträt seiner späteren Ehefrau keine bildlichen Darstellungen mehr aus dieser frühen Werkphase. Nachdem er den Ersten Weltkrieg und eine sechsjährige Gefangenschaft in Sibirien überstanden hatte, setzte er seine Studien 1923 als Meisterschüler bei Hermann Goebel, der in der Tradition Gustave Courbets stand, fort. In der Zwischenzeit waren seine Eltern verstorben, der elterliche Besitz durch die Inflation wertlos geworden und die ehemalige künstlerische Freundesgruppe zerstreut, so dass Müller fast mittellos wurde.
1922 heiratete er Verena Hufschmid, die für seinen Lebensunterhalt sorgte und deren Namen er in seinen aufnahm. Er galt in jener Zeit als zurückgezogener Außenseiter, der es kaum schaffte, je ein Bild zu verkaufen.
In seinen Porträt ab 1924 verschränken sich veristische und neusachliche Elemente in unterschiedlicher Gewichtung. Zu berücksichtigen ist, dass sehr viele seiner Gemälde auch aus dieser Zeit durch die Wirren des Zweiten Weltkriegs zerstört wurden. Eine genaue Einordnung seines künstlerischen Werk jener Zeit erscheint somit problematisch.
Als Vertreter der Neuen Sachlichkeit wurde er erst gegen Ende der 1920er-Jahre bekannt. Er beteiligte sich 1929 an der Mannheimer Ausstellung „Badisches Kunstschaffen der Gegenwart“ mit Werken, die meist Gegenstände des täglichen Gebrauchs oder Porträt zeigten, so mit dem Werk „Selbstbildnis mit Spiegeln“, das der Kunstsammler Gustav Friedrich Hartlaub ankaufte, das heute aber verschollen ist.
Ein weiteres Thema, das ihn in dieser Zeit beschäftigte, waren Selbstbildnisse. Allmählich vollzog sich ein Wandel zu eher mystischen und metaphysischen Themen und einem anderen Malstil mit pastoserem Farbauftrag und weniger harten Konturen als in der Frühzeit.
1933 endete diese Phase der Malerei. Müller-Hufschmid, dessen Kunstrichtung den Nazi-Machthabern missfiel, konnte kaum mehr ausstellen. In dieser Zeit hielt er „mit rasch skizzierten schwarzen Linien die apokalyptische Stimmung des Dritten Reichs fest, sich selbst als Teil des schrecklichen Szenarios porträtierend.“ Nach dem Krieg ist eine ruhigere und geordnete Strichführung erkennbar; Farbe trat als bildnerisches Mittel wieder hinzu und verdrängte zunehmend das lineare Element seines Werkes.
Ab 1941 arbeitete Müller-Hufschmied als Bühnenbildner in Konstanz, später dann als Schrankenwärter bei der Reichsbahn. Prekär war seine finanzielle Lage insbesondere durch den Tod seiner Frau 1942 geworden. Zudem wurden 1944 bei einem Bombenangriff viele seiner früheren Werke zerstört.
1947 zog Müller-Hufschmid wieder nach Karlsruhe. Von 1950 bis 1966 lebte er in einer Wohnung unmittelbar neben derjenigen der Malerin, Zeichnerin und Textilkünstlerin Clara Kress, deren Zeichnungen und Malereien deutlich von ihm beeinflusst wurden. Eine Professur, die ihm in Karlsruhe angeboten wurde, lehnte er ab. Hatte er während des Dritten Reiches hauptsächlich expressive Zeichnungen geschaffen, wandte er sich nun der abstrakten Malerei zu und fand damit viele Anhänger. Als ordentliches Mitglied des Deutschen Künstlerbundes nahm Willi Müller-Hufschmid zwischen 1951 und 1966 an dessen großen Jahresausstellungen teil.
Willi Müller-Hufschmid starb in seiner Heimatstadt. Sein Sohn Nikolaus Müller war in den 1970er Jahren Leiter der Lithografiewerkstatt der Karlsruher Kunstakademie.

## Auszeichnungen
- 1953 Kulturpreis der Stadt Karlsruhe
- 1958 Kulturpreis Badischer Künstler
- 1959 Teilnahme an der zweiten Documenta in Kassel
- 1964 Hans-Thoma-Preis des Landes Baden-Württemberg.